# Texas Hippie Coalition
 Texas Hippie Coalition  (también conocido como THC) es una banda de rock y heavy metal procedente de Denison, Texas.

## Historia

### Inicios
Big Dad Ritch y John Exall se conocieron en Denison, Texas. Debido a que Denison era una pequeña ciudad con un número muy reducido de músicos, las bandas rivales se veían obligadas a viajar juntas a ciudades como Dallas para sus conciertos.
Siendo originalmente de bandas distintas, Ritch, Randy y John se unieron y comenzaron a tocar, escribir y finalmente grabar juntos.
Poco después,  THC salió de Red River Valley rodeó el norte de Texas y el sur de Oklahoma y comenzaron una gira de promoción de su álbum independiente Pride of Texas. Hicieron una gira de costa a costa, mostrándose a los fanes con su estilo de música llamado "red dirt metal" [3] (red earth metal).
El guitarrista Alden "Crawfish" Nequent y el baterista Ryan Bennett se unieron posteriormente a la banda. Crawfish fue presentado al grupo por un amigo en común, y aunque él se dedicó a la banda con la que estaba de gira en ese momento, aceptó una invitación para unirse a THC. Cuando el grupo estaba buscando un nuevo baterista, Satnes Allen y Ryan Bennett hicieron una audición, el último de los cuales era un diseñador gráfico de la empresa que manejaba a la banda.
La banda quedó impresionada con Bennett, y lo invitaron a unirse a la banda después de la salida de su baterista original. Los miembros actuales son Big Dad Ritch, John Exall, Gunnar Molton, y su miembro más reciente Cable Pool. Wes Wallace también ha regresado a la banda.

## El lanzamiento de Rollin
Artículo principal: Rollin '(Texas Hippie Coalition álbum)
El grupo grabó su álbum, Rollin, con el productor de varios discos de platino Dave Prater [4] (Dream Theater, FireHouse ) en su estudio de Oklahoma. Rollin fue presentado el 6 de julio de 2010, el cual fue su primer lanzamiento a nivel nacional. Apoyado en el sencillo "Pissed Off and Mad About It ", el álbum alcanzó el Top Ten en el CMJ Loud y fue distribuida en las emisoras de radio de todo el país.

## Lanzamiento de "Peacemaker"
Artículo principal: Peacemaker (álbum)
A principios del 2012 el grupo comenzó a trabajar con el productor Bob Marlette, que ha producido bandas como Shinedown, Seether, Black Sabbath, y Alice Cooper. Su primer sencillo, "Turn It Up" fue lanzado en mayo de ese mismo año. Ingresó en el top 40 a finales del verano. El álbum fue lanzado el 14 de agosto de 2012. A finales de septiembre fueron invitados para ser teloneros de la legendaria banda de rock sureño Lynyrd Skynyrd. A principios de 2013 "Damn You To Hell" debutó en el nº46 y fue n.º 1 en Denver, Colorado y Spokane, WA. El grupo viajó a Brasil a finales de abril.

## Influencias
THC es una banda de metal con un toque de rock sureño al que la banda se refiere como "Red Dirt Metal". Sus influencias incluyen Black Label Society, Pantera, Lynyrd Skynyrd, Molly Hatchet, ZZ Top, Corrosion of Conformity, Waylon Jennings, Willie Nelson y Johnny Cash.

## Discografía

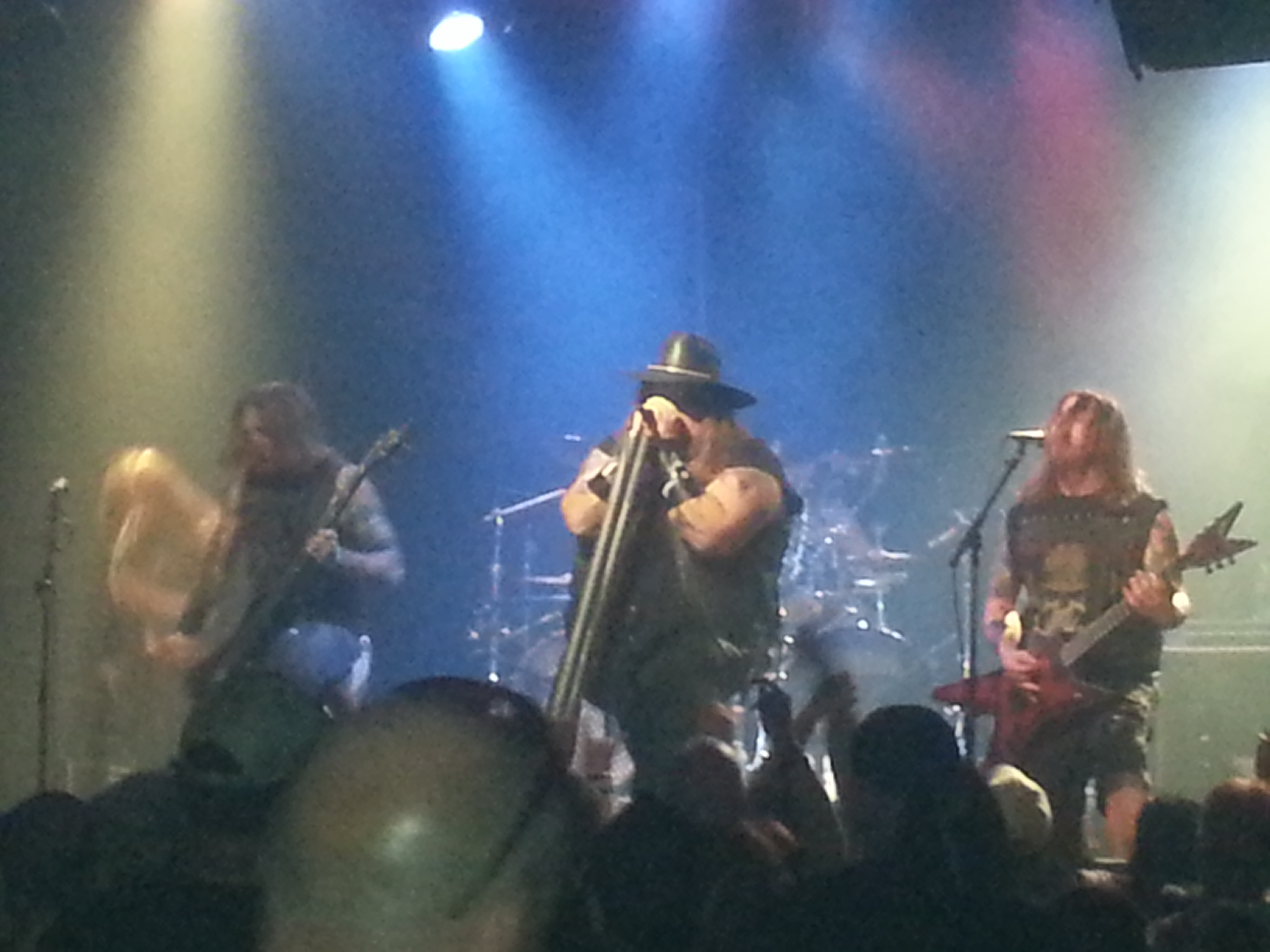
Texas Hippie Coalition actuando en el Trees en Dallas como parte del Ride for Dime

### Álbumes
| Detalles del Álbum                                                                            | Posiciones más altas    | Posiciones más altas | Posiciones más altas | Ventas          |  |
| Detalles del Álbum                                                                            | Top Heatseekers US Heat | Álbum Independiente  | Álbumes Hard Rock    | Ventas          |  |
| --------------------------------------------------------------------------------------------- | ----------------------- | -------------------- | -------------------- | --------------- |  |
| Pride of Texas - Fecha de lanzamiento: 02-12-2008 - Disc.: Independiente                      | —                       | —                    | —                    |                 |  |
| Rollin - Fecha de lanzamiento: 07-06-2010 - Disc.: Carved Records                             | 29                      | —                    | —                    |                 |  |
| Peacemaker (Álbum) - Fecha de lanzamiento: 08-14-2012 - Disc.: Carved Records                 | 4                       | 31                   | 20                   | EE. UU.: 16.000 |  |
| Ride On (album) - Fecha de lanzamiento: 10-07-2014 - Disc.: Carved Records                    | -                       | -                    | -                    |                 |  |
| Dark Side Of Black (album) - Fecha de lanzamiento: 22-04-2016 - Disc.: Carved Records         | -                       | -                    | -                    |                 |  |
| High In The Saddle (album) - Fecha de lanzamiento: 31-05-2019 - Disc.: Entertainment One U.S. | -                       | -                    | -                    |                 |  |

### Vídeos musicales
| Año  | Título                                  | Álbum              | Director   |
| ---- | --------------------------------------- | ------------------ | ---------- |
| 2008 | Pissed off and Mad About It (Version 1) | Pride Of Texas     | Clark Deal |
| 2008 | Leaving                                 | Pride Of Texas     | Clark Deal |
| 2009 | No Shame                                | Pride Of Texas     | Clark Deal |
| 2010 | Pissed off and Mad About It (Version 2) | Rollin'            | Clark Deal |
| 2012 | Turn It Up                              | Peacemaker         | Clark Deal |
| 2016 | Angel Fall                              | Dark Side of Black | Clark Deal |

- Datos: Q7707736